# Zwischen den Städten 1 (Quedlinburg)

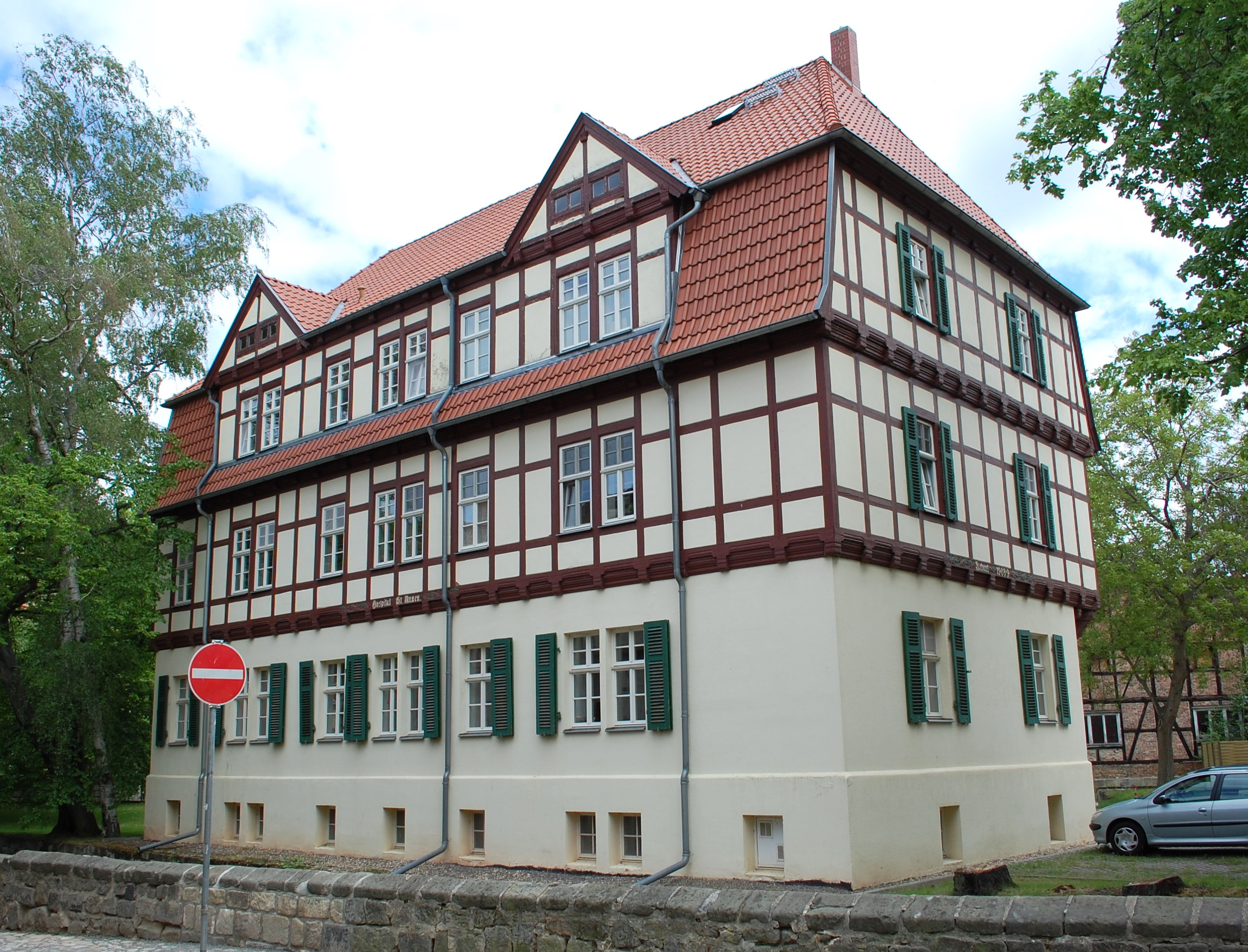
Haus Zwischen den Städten 1

Das Haus Zwischen den Städten 1 ist ein denkmalgeschütztes Gebäude in der Stadt Quedlinburg in Sachsen-Anhalt.

## Lage
Das im Quedlinburger Denkmalverzeichnis eingetragene Gebäude befindet sich westlich der historischen Quedlinburger Neustadt und östlich der Altstadt am rechten Ufer des Mühlgrabens. Es gehört zum UNESCO-Weltkulturerbe.

## Architektur und Geschichte
Das große Fachwerkgebäude entstand im Jahr 1908 und gehörte ursprünglich zum St.-Annen-Hospital, worauf eine am Haus befindliche Inschrift hinweist. Die Fachwerkfassade zeigt für die Quedlinburger Region typische Stilelemente. Die oberen Geschosse kragen über. Das Umfeld ist parkartig gestaltet.